# Con una canción en mi corazón
With a Song in My Heart es una película biográfica de 1952 dirigida por Walter Lang y protagonizada por Susan Hayward, acompañada por Rory Calhoun, David Wayne y Thelma Ritter en los papeles principales.
Cuenta la historia de la actriz y cantante Jane Froman, quien quedó lisiada por un accidente aéreo el 22 de febrero de 1943, cuando el hidroavion Boeing 314 Yankee Clipper en el que viajaba sufrió un accidente en la maniobra de amerizaje en el Tajo cerca de Lisboa, Portugal. Entretuvo a las tropas en la Segunda Guerra Mundial a pesar de tener que caminar con muletas.
La propia Froman proporcionó la voz de canto de Hayward.

## Sinopsis
Jane Froman (Susan Hayward) es una humilde cantante del personal de una estación de radio de Cincinnati, pero en poco tiempo se eleva a los peldaños más altos de la fama de la red de radio.
Jane se casa agradecida con su agente Don Ross (David Wayne), pero pronto ambos se dan cuenta de que no están realmente enamorados. La popularidad de Jane se dispara y se va de gira por Europa. Cuando su avión se estrella, queda parcialmente lisiada. Incapaz de caminar sin muletas, continúa entreteniendo a las tropas estadounidenses durante la Segunda Guerra Mundial.

## Reparto
- Susan Hayward como Jane Froman
- Rory Calhoun como John Burn
- David Wayne como Don Ross
- Thelma Ritter como Clancy
- Robert Wagner como paracaidista
- Helen Westcott como Jennifer March
- Una Merkel como la Hna. Marie
- Richard Allan como el Bailarín / Tenor
- Max Showalter como Harry Guild
- Ed Oliver como el director de la orquesta

Los grupos Four Girl Friends, Modernaires, Melody Men, Sklyarks, y Starlighters aparecieron en la película.